# رویدادهای بزرگ طبیعت
رویدادهای بزرگ طبیعت (انگلیسی: Nature's Great Events یا Nature's Most Amazing Events) یک مجموعه مستند حیات وحش است که توسط تلویزیون بی‌بی‌سی ساخته شده است. این مجموعه نخستین بار در بی‌بی‌سی وان و بی‌بی‌سی اچ‌دی در فوریه ۲۰۰۹ پخش شد.